# Westliche Hälfte des Langen Moores
Mit Westliche Hälfte des Langen Moores wird ein Naturschutzgebiet in der Gemarkung St. Jürgen der Gemeinde Lilienthal im Landkreis Osterholz bezeichnet.

## Allgemeines
Das Gebiet wurde von der ehemaligen Bezirksregierung Lüneburg mit Verordnung vom 18. Januar 1984 unter Naturschutz gestellt. Es hat eine Fläche von ca. 11 Hektar und trägt das statistische Kennzeichen „NSG LÜ 92“.

## Natur und Landschaft
Dieses Schutzgebiet bildet den Rest des ehemals umfangreichen Langen Moores in der Nähe von Worpswede. Auch ein Teil des jetzigen Schutzgebietes wurde abgetorft. Durch die unterschiedlichen und unregelmäßigen Abtorfungstiefen und -grenzen sowie einiger nicht abgetorfter Bereiche ist ein sehr wechselhaftes Kleinrelief vorhanden.
Deswegen kann man sowohl Flächen mit wachsender Hochmoor-Vegetation vorfinden wie verschiedene Stadien der Sukzession auf Hochmoordegenerationsflächen. Auch von heutiger und früherer landwirtschaftlicher Nutzung geprägte Ersatzpflanzengesellschaften sind anzutreffen. Das Gebiet hat eine hohe Bedeutung für gefährdete Pflanzenarten.